# Stolen
"Stolen" é o segundo single do cantor Jay Sean para o seu álbum de estreia, Me Against Myself. Foi lançado a 25 de Outubro de 2004.

## Faixas e formatos
CD: 1
1. Stolen (Edição de Rádio)
2. Who Is Kamaljit

CD: 2
1. Stolen (Versão original completa)
2. Stolen (Syklone Remix)
3. Stolen (Rishi Rich Remix)
4. Stolen (Vídeo)